# Coccoloba troyana
Coccoloba troyana är en slideväxtart som beskrevs av Ignatz Urban. Coccoloba troyana ingår i släktet Coccoloba och familjen slideväxter. Inga underarter finns listade i Catalogue of Life.